# Arctolamia
Arctolamia es un género de escarabajos longicornios de la tribu Lamiini.

## Distribución
Se distribuye por Asia.

## Especies
- Arctolamia fasciata Gestro, 1890
- Arctolamia fruhstorferi Aurivillius, 1902
- Arctolamia luteomaculata Pu, 1981
- Arctolamia strandi Breuning, 1936
- Arctolamia villosa Gestro, 1888